# Emanuela Zardo
Emanuela Zardo (née le 24 avril 1970) est une joueuse de tennis suisse, professionnelle du milieu des années 1980 à 1998. 
Elle a atteint le 27e rang mondial en simple le 6 mai 1991 et le 159e en double le 31 janvier 1994.
En 1994, elle a joué les huitièmes de finale à l'Open d'Australie (battue par Jana Novotná), sa meilleure performance en Grand Chelem.
Au cours de sa carrière, elle a remporté 1 tournoi WTA en simple.

## Palmarès

### Titre en simple dames
| No | Date       | Nom et lieu du tournoi                | Catégorie | Dotation  | Surface      | Finaliste    | Score    |          |
| -- | ---------- | ------------------------------------- | --------- | --------- | ------------ | ------------ | -------- | -------- |
| 1  | 29/04/1991 | Trofeo Ilva-Coppa Mantegazza, Tarente | Tier V    | 100 000 $ | Terre (ext.) | Petra Ritter | 7-5, 6-2 | Parcours |

### Finales en simple dames
| No | Date       | Nom et lieu du tournoi | Catégorie | Dotation  | Surface      | Vainqueure      | Score    |          |
| -- | ---------- | ---------------------- | --------- | --------- | ------------ | --------------- | -------- | -------- |
| 1  | 27/04/1992 | Ilva Trophy, Tarente   | Tier V    | 100 000 $ | Terre (ext.) | Julie Halard    | 6-0, 7-5 | Parcours |
| 2  | 14/09/1992 | Clarins Open, Paris    | Tier IV   | 150 000 $ | Terre (ext.) | Sandra Cecchini | 6-2, 6-1 | Parcours |

## Parcours en Grand Chelem

### En simple dames
| Année | Open d'Australie | Open d'Australie | Internationaux de France | Internationaux de France | Wimbledon       | Wimbledon        | US Open        | US Open            |
| ----- | ---------------- | ---------------- | ------------------------ | ------------------------ | --------------- | ---------------- | -------------- | ------------------ |
| 1990  | 1er tour (1/64)  | Jana Pospíšilová | 1er tour (1/64)          | Isabel Cueto             | -               | -                | 2e tour (1/32) | Nathalie Tauziat   |
| 1991  | 1er tour (1/64)  | Gretchen Rush    | 2e tour (1/32)           | Gabriela Sabatini        | 2e tour (1/32)  | Maria Strandlund | 2e tour (1/32) | Monica Seles       |
| 1992  | 1er tour (1/64)  | Joanne Limmer    | 2e tour (1/32)           | Arantxa Sánchez          | -               | -                | 2e tour (1/32) | Lori McNeil        |
| 1993  | 1er tour (1/64)  | Maria Strandlund | 1er tour (1/64)          | Sabine Appelmans         | 1er tour (1/64) | Jana Novotná     | 2e tour (1/32) | Maria Jose Gaidano |
| 1994  | 4e tour (1/8)    | Jana Novotná     | 1er tour (1/64)          | Alexia Dechaume          | 1er tour (1/64) | Li Fang          | 2e tour (1/32) | Barbara Rittner    |
| 1995  | 1er tour (1/64)  | Barbara Paulus   | -                        | -                        | -               | -                | -              | -                  |

À droite du résultat, l’ultime adversaire.

### En double dames
| Année | Open d'Australie            | Open d'Australie      | Internationaux de France | Internationaux de France | Wimbledon | Wimbledon | US Open | US Open |
| 1994  | 1er tour (1/32) C. Papadáki | J. Novotná A. Sánchez | -                        | -                        | -         | -         | -       | -       |

Sous le résultat, la partenaire ; à droite, l’ultime équipe adverse.

## Parcours aux Jeux olympiques

### En simple dames
| # | Date       | Nom de l'olympiade      | Surface      | Résultat        | Ultime adversaire | Score    |          |
| - | ---------- | ----------------------- | ------------ | --------------- | ----------------- | -------- | -------- |
| 1 | 28/07/1992 | Olympic Games Barcelone | Terre (ext.) | 1er tour (1/32) | Magdalena Maleeva | 6-2, 6-4 | Parcours |

### En double dames
| # | Date       | Nom de l'olympiade      | Surface      | Résultat      | Partenaire      | Ultimes adversaires               | Score    |          |
| - | ---------- | ----------------------- | ------------ | ------------- | --------------- | --------------------------------- | -------- | -------- |
| 1 | 28/07/1992 | Olympic Games Barcelone | Terre (ext.) | 2e tour (1/8) | Manuela Maleeva | Conchita Martínez Arantxa Sánchez | 6-0, 6-1 | Parcours |

## Parcours en Coupe de la Fédération
| #                                                                        | Date       | Lieu       | Surface      | Gagnante(s)                      | Perdante(s)                            | Score          |          |
|                                                                          |            |            |              |                                  |                                        |                |          |
| 1987 - 1er tour qualifications (groupe mondial) - Suisse - Malte - 3 : 0 |            |            |              |                                  |                                        |                |          |
| 1                                                                        | 26/07/1987 | Vancouver  |              | Emanuela Zardo                   | Helen Asciak                           | 7-5, 6-1       | Parcours |
|                                                                          |            |            |              |                                  |                                        |                |          |
| 1987 - 1er tour (groupe mondial) - Argentine - Suisse - 3 : 0            |            |            |              |                                  |                                        |                |          |
| 2                                                                        | 28/07/1987 | Vancouver  |              | Bettina Fulco                    | Emanuela Zardo                         | 6-4, 6-2       | Parcours |
|                                                                          |            |            |              |                                  |                                        |                |          |
| 1988 - 1er tour (groupe mondial) - Suisse - États-Unis - 0 : 3           |            |            |              |                                  |                                        |                |          |
| 3                                                                        | 05/12/1988 | Melbourne  |              | Patty Fendick Gigi Fernández     | Sandrine Jaquet Emanuela Zardo         | 6-0, 6-0       | Parcours |
|                                                                          |            |            |              |                                  |                                        |                |          |
| 1989 - 1er tour (groupe mondial) - URSS - Suisse - 2 : 0                 |            |            |              |                                  |                                        |                |          |
| 4                                                                        | 03/10/1989 | Tokyo      | Dur (ext.)   | Larisa Savchenko                 | Emanuela Zardo                         | 7-64, 6-3      | Parcours |
|                                                                          |            |            |              |                                  |                                        |                |          |
| 1990 - 1er tour (groupe mondial) - Pays-Bas - Suisse - 2 : 1             |            |            |              |                                  |                                        |                |          |
| 5                                                                        | 23/07/1990 | Atlanta    | Dur (ext.)   | Emanuela Zardo                   | Manon Bollegraf                        | 6-75, 7-5, 6-2 | Parcours |
|                                                                          |            |            |              |                                  |                                        |                |          |
| 1991 - 1er tour (groupe mondial) - Suisse - Argentine - 2 : 0            |            |            |              |                                  |                                        |                |          |
| 6                                                                        | 23/07/1991 | Nottingham |              | Emanuela Zardo                   | Florencia Labat                        | 2-6, 6-2, 8-6  | Parcours |
|                                                                          |            |            |              |                                  |                                        |                |          |
| 1991 - 2e tour (groupe mondial) - Suisse - Chine - 2 : 1                 |            |            |              |                                  |                                        |                |          |
| 7                                                                        | 24/07/1991 | Nottingham |              | Emanuela Zardo                   | Tang Min                               | 6-2, 5-7, 6-1  | Parcours |
|                                                                          |            |            |              |                                  |                                        |                |          |
| 1991 - 1/4 de finale (groupe mondial) - Suisse - Tchécoslovaquie - 1 : 2 |            |            |              |                                  |                                        |                |          |
| 8                                                                        | 25/07/1991 | Nottingham |              | Radka Zrubáková                  | Emanuela Zardo                         | 6-1, 5-7, 6-4  | Parcours |
|                                                                          |            |            |              |                                  |                                        |                |          |
| 1992 - 1er tour (groupe mondial) - Suède - Suisse - 2 : 1                |            |            |              |                                  |                                        |                |          |
| 9                                                                        | 14/07/1992 | Francfort  | Terre (ext.) | Cecilia Dahlman                  | Emanuela Zardo                         | 6-2, 6-3       | Parcours |
|                                                                          |            |            |              |                                  |                                        |                |          |
| 1992 - Barrage (groupe mondial I) - Israël - Suisse - 0 : 3              |            |            |              |                                  |                                        |                |          |
| 10                                                                       | 16/07/1992 | Francfort  | Terre (ext.) | Christelle Fauche Emanuela Zardo | Anna Smashnova Limor Zaltz             | 6-3, 6-1       | Parcours |
|                                                                          |            |            |              |                                  |                                        |                |          |
| 1992 - Barrage (groupe mondial I) - Paraguay - Suisse - 0 : 3            |            |            |              |                                  |                                        |                |          |
| 11                                                                       | 17/07/1992 | Francfort  | Terre (ext.) | Michelle Strebel Emanuela Zardo  | Rossana de los Ríos Viviana Valdovinos | 6-2, 6-2       | Parcours |
|                                                                          |            |            |              |                                  |                                        |                |          |
| 1993 - 1er tour (groupe mondial) - États-Unis - Suisse - 3 : 0           |            |            |              |                                  |                                        |                |          |
| 12                                                                       | 20/07/1993 | Francfort  | Terre (ext.) | Lori McNeil                      | Emanuela Zardo                         | 1-6, 6-3, 6-3  | Parcours |
| 12                                                                       | 20/07/1993 | Francfort  | Terre (ext.) | Debbie Graham Ann Grossman       | Joana Manta Emanuela Zardo             | 6-3, 6-1       | Parcours |
|                                                                          |            |            |              |                                  |                                        |                |          |
| 1993 - Barrage (groupe mondial I) - Suisse - Pérou - 2 : 1               |            |            |              |                                  |                                        |                |          |
| 13                                                                       | 22/07/1993 | Francfort  | Terre (ext.) | Emanuela Zardo                   | Laura Arraya                           | 6-3, 6-4       | Parcours |
|                                                                          |            |            |              |                                  |                                        |                |          |
| 1994 - 1er tour (groupe mondial) - Canada - Suisse - 3 : 0               |            |            |              |                                  |                                        |                |          |
| 14                                                                       | 19/07/1994 | Francfort  | Terre (ext.) | Patricia Hy                      | Emanuela Zardo                         | 6-3, 6-4       | Parcours |

## Classements WTA en fin de saison

### En simple
| Année | 1986 | 1987 | 1988 | 1989 | 1990 | 1991 | 1992 | 1993 | 1994 | 1995 | 1996 | 1997 | 1998 |
| Rang  | 313  | 258  | 279  | 142  | 64   | 31   | 39   | 73   | 88   | 177  | 238  | 264  | 697  |

Source : (en) « Classements de Emanuela Zardo », sur le site officiel du WTA Tour

### En double
| Année | 1988 | 1989 | 1990 | 1991 | 1992 | 1993 | 1994 | 1995 | 1996 | 1997 | 1998 |
| Rang  | 495  | 399  | 475  | 355  | 661  | 166  | 660  | 717  | 506  | 597  | 667  |

Source : (en) « Classements de Emanuela Zardo », sur le site officiel du WTA Tour